# Изборне скупштине СКА 1901—1914
Српска краљевска академија, (сада позната под именом Српска академија наука и уметности) основана је 1. новембра 1886. Првих 16. академика поставио је указом краљ Милан Обреновић 5. априла 1887, а затим су нове чланове, редовне и дописне, бирали сами академици на својим изборним скупштинама.
Овим изборним скупштинама Академија се обнављала и подмлађивала, и у томе је њихов велики значај. Хронолошки ће бити представљене изборне скупштине, као и списак тада изабраних чланова. У овом чланку налазе се информације за период 1901-1914. За остале периоде погледајте Изборне скупштине САНУ.
Инострани чланови су установљени тек законом од 28. јуна 1960, а чланови из иностранства бирани до тог датума имали су статус дописних одн. редовних чланова Академије. Међутим иако на скупштинама у периоду 1901—1914 они нису формално бирани за иностране чланове, биће уврштени у ту категорију.
Напомена: Датуми су наведени према старом календару, који је тада у Србији био и званични државни календар.
| Име и презиме             | Године рођења и смрти | Звање          |
| ------------------------- | --------------------- | -------------- |
| Михаило Вујић             | 1853-1913             | редовни члан   |
| Стеван Тодоровић          | 1832-1925             | редовни члан   |
| Никодим Павлович Кондаков | 1844-1925             | инострани члан |

| Име и презиме        | Године рођења и смрти | Звање        |
| -------------------- | --------------------- | ------------ |
| Светолик Радовановић | 1863-1928             | редовни члан |
| Богдан Гавриловић    | 1863-1947             | дописни члан |
| Никодим Милаш        | 1845-1915             | дописни члан |
| Симон Рутар          | 1851-1903             | дописни члан |

| Име и презиме  | Године рођења и смрти | Звање          |
| -------------- | --------------------- | -------------- |
| Јован Томић    | 1869-1932             | дописни члан   |
| Момчило Иванић | 1853-1916             | дописни члан   |
| Арношт К. Мука | 1854-1932             | инострани члан |

| Име и презиме                  | Године рођења и смрти | Звање          |
| ------------------------------ | --------------------- | -------------- |
| Симо Матавуљ                   | 1852-1908             | редовни члан   |
| Сава Урошевић                  | 1863-1930             | дописни члан   |
| Дмитриј Иванович Мендељејев    | 1834-1907             | инострани члан |
| Лубор Нидерле                  | 1865-1944             | инострани члан |
| Вацлав Владивој Томек          | 1818-1905             | инострани члан |
| Алексеј Александрович Шахматов | 1864-1920             | инострани члан |

| Име и презиме           | Године рођења и смрти | Звање        |
| ----------------------- | --------------------- | ------------ |
| Богдан Гавриловић       | 1863-1947             | редовни члан |
| Александар Белић        | 1876-1960             | дописни члан |
| Слободан Јовановић      | 1869-1958             | дописни члан |
| Драгољуб Дража Павловић | 1867-1920             | дописни члан |
| Станоје Станојевић      | 1874-1937             | дописни члан |
| Љубомир Бабић           | 1854-1935             | дописни члан |
| Влахо Буковац           | 1855-1922             | дописни члан |
| Матија Мурко            | 1861-1952             | дописни члан |
| Живојин Перић           | 1868-1953             | дописни члан |

| Име и презиме              | Године рођења и смрти | Звање          |
| -------------------------- | --------------------- | -------------- |
| Александар Белић           | 1876-1960             | редовни члан   |
| Ђорђе Павловић             | 1838-1921             | редовни члан   |
| Стеван Сремац              | 1855-1906             | редовни члан   |
| Јован Томић                | 1869-1932             | редовни члан   |
| Андра Ђорђевић             | 1854-1914             | дописни члан   |
| Живојин Ђорђевић           | 1872-1957             | дописни члан   |
| Петар Павловић             | 1864-1938             | дописни члан   |
| Бранислав Петронијевић     | 1875-1954             | дописни члан   |
| Милорад Јовичић            | 1868-1937             | дописни члан   |
| Стеван Стојановић Мокрањац | 1855-1914             | дописни члан   |
| Димитрије Руварац          | 1842-1931             | дописни члан   |
| Александер Брикнер         | 1856-1939             | инострани члан |
| Пјотр Алексејевич Лавров   | 1856-1929             | инострани члан |
| Хенрик Сјенкјевич          | 1846-1916             | инострани члан |

| Име и презиме               | Године рођења и смрти | Звање          |
| --------------------------- | --------------------- | -------------- |
| Вид Вукасовић Вулетић       | 1853-1933             | дописни члан   |
| Јосиф Маринковић            | 1851-1931             | дописни члан   |
| Михаил Бобжињски            | 1849-1935             | инострани члан |
| Емил Оман                   | 1859-1942             | инострани члан |
| Јиржи Поливка               | 1858-1933             | инострани члан |
| Иља Јефимович Рјепин        | 1844-1930             | инострани члан |
| Михаил Несторович Сперански | 1863-1938             | инострани члан |
| Филип Фјодорович Фортунатов | 1848-1914             | инострани члан |

| Име и презиме      | Године рођења и смрти | Звање          |
| ------------------ | --------------------- | -------------- |
| Слободан Јовановић | 1869-1958             | редовни члан   |
| Карл Крумбахер     | 1856-1909             | инострани члан |

| Име и презиме               | Године рођења и смрти | Звање          |
| --------------------------- | --------------------- | -------------- |
| Лаза Костић                 | 1841-1910             | редовни члан   |
| Сава Урошевић               | 1863-1930             | редовни члан   |
| Павле Поповић               | 1868-1939             | дописни члан   |
| Урош Предић                 | 1857-1953             | дописни члан   |
| Јован Радонић               | 1873-1956             | дописни члан   |
| Никола Јорга                | 1871-1940             | инострани члан |
| Карел Кадлец                | 1865-1928             | инострани члан |
| Алексеј Иванович Собољевски | 1857-1929             | инострани члан |

| Име и презиме           | Године рођења и смрти | Звање          |
| ----------------------- | --------------------- | -------------- |
| Андра Ђорђевић          | 1854-1914             | редовни члан   |
| Урош Предић             | 1857-1953             | редовни члан   |
| Андра Стевановић        | 1859-1929             | дописни члан   |
| Гавро Манојловић        | 1856-1939             | дописни члан   |
| Натко Нодило            | 1834-1912             | дописни члан   |
| Тихомир Остојић         | 1865-1921             | дописни члан   |
| Јован Скерлић           | 1877-1914             | дописни члан   |
| Карел Штрекељ           | 1859-1912             | дописни члан   |
| Лав Николајевич Толстој | 1828-1910             | инострани члан |

| Име и презиме    | Године рођења и смрти | Звање          |
| ---------------- | --------------------- | -------------- |
| Андра Стевановић | 1859-1929             | редовни члан   |
| Иван Мештровић   | 1883-1962             | дописни члан   |
| Михаило Пупин    | 1854-1935             | дописни члан   |
| Тадија Смичиклас | 1843-1914             | дописни члан   |
| Ђуро Шурмин      | 1867-1937             | дописни члан   |
| Ернест Дени      | 1849-1921             | инострани члан |
| Јан Розвадовски  | 1867-1935             | инострани члан |

| Име и презиме                  | Године рођења и смрти | Звање          |
| ------------------------------ | --------------------- | -------------- |
| Михаило Гавриловић             | 1869-1924             | редовни члан   |
| Недељко Кошанин                | 1874-1934             | редовни члан   |
| Богдан Поповић                 | 1863-1944             | редовни члан   |
| Владимир Варићак               | 1865-1942             | дописни члан   |
| Драгутин Горјановић-Крамбергер | 1856-1936             | дописни члан   |
| Алекса Шантић                  | 1868-1924             | дописни члан   |
| Илије Барбулеску               | 1875-1945             | инострани члан |
| Јоан Богдан                    | 1864-1919             | инострани члан |